# 프랑스 국립과학연구센터
프랑스국립과학연구원(프랑스어: Centre National de la Recherche Scientifique 상트르 나시오날 드 라 르셰르슈 시앙티피크[*], CNRS)는 프랑스의 정부출연 연구기관이다. 약 33억 유로 예산과 32,000명의 연구원 및 스탭을 두고 있는 유럽 최대 규모의 기초과학 연구기관이다. 연구실적, 인용횟수, 국제협력 등을 종합한 Scimago 세계 연구기관 랭킹에 2009년부터 지속적으로 세계 1순위에 평가되었으며 2010년 기준 세계에서 두번째로 네이처(Nature) 과학저널에 기여도가 높다.
CNRS는 총 18개의 지역 분소로 구성되어 있으며 아래의 6개 연구부서가 존재한다:
- 수학, 물리학, 행성 과학
- 화학
- 생명과학
- 사회과학
- 환경 및 지속가능 개발
- 정보과학